# Proud Mary (Ike & Tina Turner)
Proud Mary è un singolo di Ike & Tina Turner pubblicato nel 1971, una cover del brano dei Creedence Clearwater Revival composto da John Fogerty, che ebbe un gran successo, raggiungendo il numero 4 della Billboard Hot 100 e vincendo un Grammy Award.
La loro interpretazione differisce notevolmente dalla struttura dell'originale, ma ha avuto un grande successo ed è diventata una delle signature song di Tina Turner.